# District d'Uzgen
Le district d'Uzgen est un raion de la province d'Och dans le sud-ouest du Kirghizistan. Sa capitale est la ville d'Uzgen. Sa superficie est de 3 308 km2, et 228 114 personnes y résidaient en 2009.

## Démographie
En 2009, 178 704 habitants vivent en milieu rural et 49 410 en site urbain.

### Composition ethnique
Selon le recensement de 2009, la population du district comporte une forte minorité Ouzbek :
| Groupe ethnique | Population | Proportion |
| --------------- | ---------- | ---------- |
| Kirghizes       | 168 277    | 73.8%      |
| Ouzbeks         | 50 666     | 22.2%      |
| Turcs           | 7 210      | 3.1%       |
| Russes          | 707        | 0.3%       |
| Ouighours       | 595        | 0.3%       |
| Tatars          | 254        | 0.1%       |
| Tadjiks         | 124        | 0.1%       |
| Autres groupes  | 281        | 0.1%       |

## Communautés rurales et villages
Le district d'Uzgen comprend :
- la ville de Uzgen

et 19 communautés rurales (aiyl okmotu), constituées de un ou plusieurs villages :
1. Ak-Jar (villages Ak-Jar (centre), Kakyr, Semiz-Köl et Bolshevik)
2. Bash-Debe (villages Kengesh (centre), Jangy-Jol, Kosh-Korgon et Kyzyl-Kyrman)
3. Jalpak Tash (villages Kurbu-Tash (centre), Ak-Terek, Imeni Karla Marksa, Imeni Kirova, Kysyk-Alma, Tuz-Bel et Üchkaptal)
4. Jylandy (villages Jylandy (centre), Kalta, Krasny Mayak, Progress et Yassy)
5. Den-Bulak (villages Bakmal (centre), Babashuulu, Böksö-Jol, Jangy-Abad, Den-Bulak, Kara-Daryya, Michurino, Özgörüsh, Töölös et Chimbay)
6. Zarger (villages Ayuu, Jangy-Ayyl, Zarger, Kayrat, Kuturgan, Nichke Say et Toktogul)
7. Jazy (villages Kara-Dyykan (centre), Kyzyl-Dyykan, Jeerenchi et Jazy)
8. Iyrisu (villages Jiyde (centre), Ak-Terek, Jangakty, Kara-Kolot, Kors-Etti, Kyrgyzstan et Orkazgan)
9. Changet (villages Changet (centre) et Östürüü)
10. Karool (villages Karool (centre), Myrza-Aryk, Orto-Aryk et Sheraly)
11. Kara Tash (villages Iyrek (centre), Korgon, Üngkür, Yntymak et Elchibek)
12. Keldyuk (villages Shamal-Terek (centre), Chalk-Öydö)
13. Kyzyl-Oktyabr (villages Staraya Pokrovka (centre), Alga, Besh-Abyshka, Guzar, Kochkor Ata, Kreml, Kurshab, Kyzyl Oktyab et Kyzyl-Sengir)
14. Kyzyl-Too (villages Kyzyl-Too (centre), Donuz-Too, Ak Kyya, Karchabek et Erkin-Too)
15. Kurshab (villages Kurshab (centre), Erdik et Shagym)
16. Myrza-Ake (villages Myrza-Ake (centre), Adyr et Babyr)
17. Altyn Bulak (villages Altyn Bulak (centre), Chechebay, Tash Bashat, Sasyk-Bulak, Kara Batkak et Kandava)
18. Salamalik (villages Salamalik (centre), Ak-Terek, Ara-Köl, Kosh-Eter, Kyzyl-Bayrak, Kyzyl Charba et 15 Jash)
19. Tert Kel (villages Shoro Bashat (centre), Ana Kyzyl, Boston, Kyymyl et Makarenko)